# Кариасика
Кариасика е град-община в щата Еспирито Санто, Бразилия. Населението му е 343 100 жители (2005 г.) Площта му е 279,975 кв. км. Основан е на 30 декември 1890 г. Намира се в часова зона UTC−3 на 10 км северозападно от столицата на щата град Витория. Преди заселването на колонизаторите, по тези места са живели индианци. На индиански език името на града означава „Пристигането на белите хора“. Градът разполага с два футболни отбора, единият от които е най-успешният футболен отбор на щата Еспириту Санту.